# Pfarrkirche Waldhausen in Niederösterreich

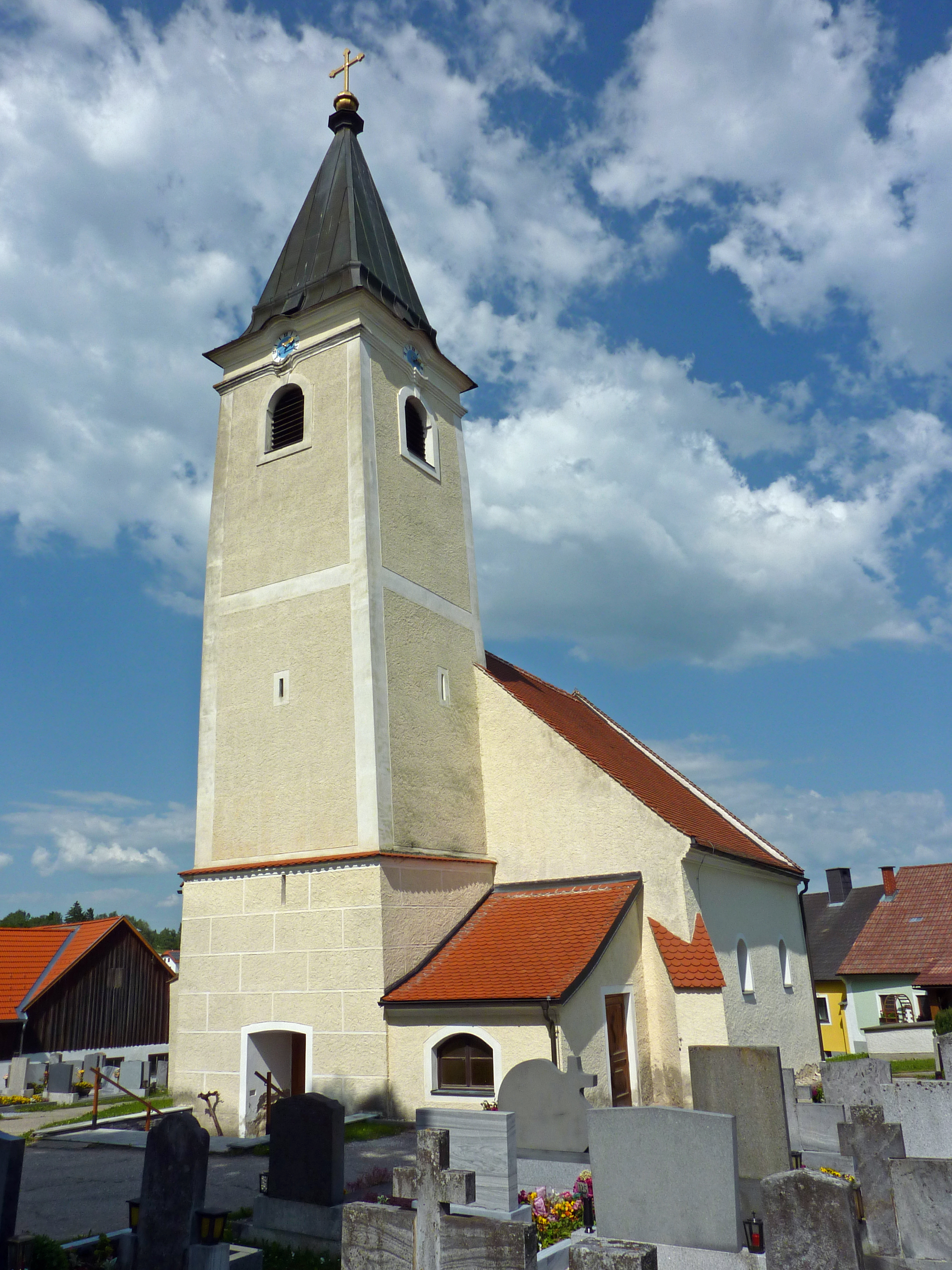
Katholische Pfarrkirche Hll. Apostel Petrus und Paulus in Waldhausen

Die römisch-katholische Pfarrkirche Waldhausen steht am südlichen Rand des Marktes der Marktgemeinde Waldhausen im Bezirk Zwettl in Niederösterreich. Die dem Patrozinium der Heiligen Peter und Paul unterstellte Pfarrkirche gehört zum Dekanat Zwettl in der Diözese St. Pölten. Die Kirche und der Friedhof stehen unter Denkmalschutz (Listeneintrag).

## Geschichte
Die Pfarre wurde urkundlich 1390 gegründet.
Die kleine romanische Landkirche mit einer Halbkreisapsis aus dem 13. Jahrhundert ist von einem Friedhof umgeben.

## Architektur
Das Kirchenäußere zeigt einen romanischen zweigeschoßigen Westturm mit barocken Rundfenstern aus 1770, er trägt einen Pyramidenhelm. Das Langhaus erhielt im 15. Jahrhundert gotische Strebepfeiler und im Barock erweiterte Rundbogenfenster. Der etwas niedrigere Chor hat an der Rundapsis im Osten ein kleines romanisches Fenster in einer Trichterlaibung. Nördlich am Chor steht ein gotischer Sakristeianbau.
Das Kircheninnere zeigt eine tonnengewölbte Turmhalle mit einem gotischen Schulterbogenportal. Das Langhaus unter einer Flachdecke hat einen breiten rundbogigen Triumphbogen zum Chor. Die Orgelempore und der Vorraum südlich des Turmes entstanden um 1900. Der querrechteckige Chor hat eine eingezogene Rundapsis und ein Kreuzrippengewölbe aus 1956.

## Einrichtung
Der barocke Hochaltar mit Knorpelwerk um 1700 trägt die spätgotischen Figuren der Heiligen Peter und Paul um 1500. Der Tabernakel entstand um 1700. Die zwei barocken Seitenaltäre entstanden in der zweiten Hälfte des 18. Jahrhunderts. Der linke Seitenaltar trägt eine spätgotische Madonna um 1520. Der rechte Seitenaltar trägt die Figur Herz Jesu um 1900.
Der spätromanische Taufstein entstand im 14. Jahrhundert. 
Die Orgel ist aus 1847. Eine Glocke nennt Johann Gottlieb Jennichen 1833.